# Clamma Dale
Clamma Churita Dale (Chester (Pennsylvania), 1948) è un'attrice e soprano statunitense.
Ha studiato canto alla Juilliard School ed è nota soprattutto per aver interpretato la protagonista in Porgy and Bess a Broadway nel 1977; per la sua performance ha vinto il Drama Desk Award ed è stata candidata al Tony Award alla miglior attrice protagonista in un musical.
Ha cantato spesso alla New York City Opera, dove sono state molto apprezzate le sue esibizioni ne Le nozze di Figaro e Pagliacci nei primi anni settanta.